# Château de Chavagnac (Lemps)
Pour les articles homonymes, voir Chavagnac.
 (juin 2023).
Si vous disposez d'ouvrages ou d'articles de référence ou si vous connaissez des sites web de qualité traitant du thème abordé ici, merci de compléter l'article en donnant les références utiles à sa vérifiabilité et en les liant à la section « Notes et références ».
Le château Chavagnac, est un château situé sur la commune de Lemps dans le département de l'Ardèche, en région Auvergne-Rhône-Alpes.

## Situation
Le château Chavagnac est implanté dans le Vivarais, au nord-est du département de l'Ardèche, dans le sud de la commune de Lemps. 

## Historique
Le château est actuellement la propriété de Silvère et Franck Goudard Peyrolon. 
La construction du château prend ses origines au XVIIIe siècle mais la demeure fut remaniée fin XIXe siècle pour prendre son apparence actuelle. 
Les actuels propriétaires ont entrepris depuis août 2019 d’importants travaux pour rénover et sauvegarder la bâtisse. Les extérieurs ont été remaniés pour réaliser des jardins à la française ainsi qu'un parc à l'anglaise agrémenté d'un bassin d'ornement. 
Le château de Chavagnac fut construit, vers 1790, par M. Botu de Verchère. M. Pierre Meyniac fit l’acquisition du domaine de Chavagnac aux enchères à la bougie et poursuivit sa construction. Son fils François Meyniac acheva les travaux .Ensuite, il appartint à Madame Vibert, née Meyniac. 

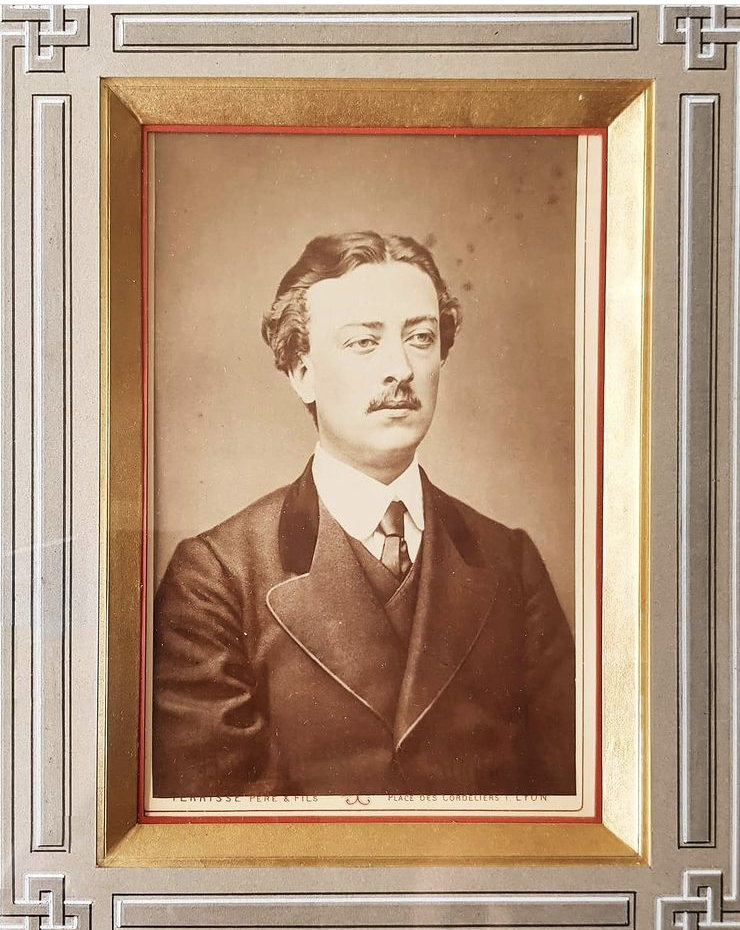
François Meyniac, fils de Pierre Meyniac.